# Deutsche Internationale Abiturprüfung
Die Deutsche  Internationale  Abiturprüfung (DIA oder DIAP, oft auch Deutsches Internationales Abitur genannt) ist seit 2005 eine für deutsche Auslandsschulen entwickelte Abiturprüfung mit fremdsprachlichen Prüfungsanteilen bis zu 50 %. DIAP wird an den deutschen und internationalen Universitäten genauso anerkannt wie das traditionelle deutsche Abitur. 2005 von der Kultusministerkonferenz (KMK) in Deutschland beschlossen, gab es 2009 die ersten Absolventen. Ab 2016 ist das DIA für alle Deutsche Schulen im Ausland verpflichtend.
Eine alternative Hochschulzulassungsberechtigungs-Prüfung ist das International Baccalaureate Diploma (IB). Das IB Diploma wird bilingual an einer Reihe von deutschen Auslandsschulen seit 2004 angeboten.

## Prüfungsfächer
DIAP umfasst drei schriftliche und zwei mündliche Prüfungsfächer.
- Deutsch ist das verpflichtende erste schriftliche Prüfungsfach.
- Beim 2. und dem 3. schriftlichen Prüfungsfach kann aus folgenden Fächern gewählt werden:
  - Mathematik
  - Eine Fremdsprache beziehungsweise die Landessprache, die bis zur Abiturprüfung in mindestens sechs aufeinander folgenden Jahrgangsstufen und in den beiden letzten Jahrgangsstufen mit mindestens vier Wochenstunden unterrichtet worden ist. Eine Fremdsprache/Landessprache, die länger als sechs Jahre unterrichtet worden ist, kann in den beiden letzten Jahrgangsstufen 3-stündig unterrichtet werden.
  - Ein gesellschaftswissenschaftliches Fach (Erdkunde, Sozialkunde/Politik, Geschichte, Wirtschaft), das in der Sekundarstufe I (beziehungsweise im Falle des Faches Wirtschaft spätestens in der drittletzten Jahrgangsstufe) eingesetzt wurde sowie bis zur Abiturprüfung in mindestens drei aufeinander folgenden Jahrgangsstufen und in den beiden letzten Jahrgangsstufen mit mindestens drei Wochenstunden unterrichtet worden ist.
  - Ein naturwissenschaftliches Fach (Physik, Chemie, Biologie), das in der Sekundarstufe I eingesetzt wurde sowie bis zur Abiturprüfung in mindestens drei aufeinander folgenden Jahrgangsstufen und in den beiden letzten Jahrgangsstufen mit jeweils mindestens drei Wochenstunden unterrichtet worden ist.
- Das 4. und 5. Prüfungsfach wird aus den verbleibenden Fächern gewählt und mündlich geprüft. Hierbei kann das 5. Fach als Kolloquium zusammen mit Mitprüflingen abgelegt werden.

Die Prüfung enthält neben den Prüfungsteilen in deutscher Sprache und den Fremdsprachen auch bilinguale und/oder fremdsprachige Sachfächer.

## DIAP-Schulen

### Seit 2002 bzw. 2001/2002
- İstanbul Erkek Lisesi (Türkei)

### Seit 2008 bzw. 2008/2009
- Deutsche  Schule Shanghai (China), 900 Schüler
- Deutsche Schule Kuala Lumpur (Malaysia), 180 Schüler
- German International School of Silicon Valley (USA), 300 Schüler

### Seit 2009 bzw. 2009/2010
- Deutsche Internationale Schule Brüssel (Belgien), 700 Schüler
- Deutsch-Schweizerische Internationale Schule (Hongkong) (China)
- Deutsche Schule Neu-Delhi (Indien), 200 Schüler
- Deutsche Schule Montreal (Kanada)
- Deutsche Höhere Privatschule Windhoek (Namibia), 1200 Schüler
- Deutsche Schule Oslo (Norwegen)
- Deutsche Schule Kapstadt (Südafrika)
- Deutsche Schule Pretoria (Südafrika)
- Deutsche Internationale Schule Johannesburg (Südafrika)

### Seit 2010 bzw. 2010/2011
- Deutsche Schule Seoul International (Korea), 195 Schüler
- German European School Singapore (GESS) (Singapur), 1400 Schüler

### Seit 2011 bzw. 2011/2012
- Deutsche Botschaftsschule Teheran (Iran)
- Deutsche Schule Nairobi (Kenia)
- Deutsche Schule Abu Dhabi (Vereinigte Arabische Emirate)
- Deutsche Schule Dubai (Vereinigte Arabische Emirate)

### Seit 2012 bzw. 2012/2013
- Deutsche Schule Santiago (Chile)
- Sankt Petri Schule, Kopenhagen (Dänemark), 450 Schüler
- Talitha Kumi in Beit Jala  (Palästinensische Autonomiegebiete), 900 Schüler
- Deutsche Internationale Schule Boston (USA), 300 Schüler

### Seit 2013 bzw. 2013/2014
- Schmidt-Schule Jerusalem (Palästinensische Autonomiegebiete), 600 Schüler
- Deutsche Schule Warschau (Polen)
- Christliche Deutsche Schule Chiang Mai (Thailand)

### Ab 2014 bzw. 2014/2015
- Deutsche Schule Jakarta (Indonesien)
- Deutsche Schule Den Haag (Niederlande)
- Deutsche Schule Stockholm (Schweden)

### Ab 2016 bzw. 2016/2017
- Deutsche Schule Washington (USA)
- Deutsche Internationale Schule New York (USA)

### Ab 2017 bzw. 2017/2018
- Colégio Humboldt São Paulo (Brasilien)
- Deutsche Schule Genua (Italien)
- Deutsche Schule Rio de Janeiro (Brasilien)

### Ab 2018 bzw. 2018/2019
- Deutsche Schule Prag (Tschechien)
- Deutsche Schule Helsinki (Finnland)
- Deutsche Schule Bratislava (Slowakei)
- Deutsche Schule La Paz (Bolivien)
- Deutsche Schule London (UK)[1]
- Deutsche Schule der Borromäerinnen in Kairo (Ägypten)